# Erika Toda
Erika Toda (戸田 恵梨香?, Toda Erika; Kōbe, 17 agosto 1988) è un'attrice giapponese.
Ha iniziato la carriera molto giovane come modella, per poi passare alla recitazione. Ha interpretato ruoli secondari in diversi dorama televisivi giapponesi, quali Nobuta wo Produce, Tatta Hitotsu no Koi o Engine.
Nel 2006 ha interpretato la parte di Misa Amane nei tre live action dedicati a Death Note, famoso manga e anime giapponese, ma la popolarità assoluta arriva l'anno successivo quando diventa la protagonista delle due serie e del primo film cinematografico del drama Liar Game: grazie a questa serie ha vinto il premio come miglior attrice al 13° Nikkan Sports Drama Grand Prix.
Nel 2009 ha fatto parte del cast di Amalfi: megami no hōshū, un film giapponese girato e realizzato interamente in Italia tra Roma ed Amalfi.
Si è prodotta anche come fotomodella per calendari ed ha lavorato nel doppiaggio e come attrice per alcune pubblicità.

## Filmografia parziale

### Cinema
- Death Note - Il film (2006) (Misa Amane)
- Death Note - Il film: L'ultimo nome (2006) (Misa Amane)
- Tengoku wa matte kureru (2007) (Minako Ueno)
- Ten Nights of Dream (2007)
- Uni Senbei as Haduki Matsushita (2007)
- L change the WorLd (2008) (Misa Amane)
- Tea Fight (2008)
- Koikyokusei (2009)
- Goemon (2009)
- Amalfi: megami no hōshū (2009)
- Shizumanu taiyo (2009)
- Oarai ni mo hoshi wa furu nari (2009)
- Liar Game - The Final Stage (2010)
- Death Note - Il film: Illumina il nuovo mondo (2016)
- L'immortale (2017)

### Televisione
- Division 1 (2004)
- Engine (2005) (Harumi Hida)
- Calling You (2005)
- Nobuta wo Produce (2005) (Mariko Uehara)
- Joō no Kyōshitsu Special Parte 1 (2006)
- Galcir (2006) (Saki)
- Kiseki no Dōbutsuen (2006)
- Tatta Hitotsu no Koi (2006) (Yūko)
- Hana Yori Dango Returns, (2007) (Umi Nakajima)
- Liar Game (2007) (Nao Kanzaki)
- Ushi ni Negai wo~Love&Farm~ (2007)
- Tsubasa no oreta tenshitachi 2 (2007)
- Yukinojo Henge (2008)
- Kiseki no Dobutsuen 2008 (Fuji TV, 2008)
- Ryūsei no kizuna (TBS, 2008)
- Arigato, Okan (KTV, 2008)
- Code Blue (Fuji TV, 2008)
- Code Blue SP (Fuji TV, 2009)
- BOSS (Fuji TV, 2009)
- Liar Game 2 (Fuji TV, 2009)
- Code Blue 2 (Fuji TV, 2010)
- Taisetsu na koto wa subete kimi ga oshiete kureta (2011)
- BOSS 2 (Fuji TV, 2011) - Mami Kimoto
- Kagi no Kakatta Heya (Fuji TV, 2012) - Aoto Junko
- SPEC: Heaven SP (2012) - Tōma Saya
- Summer Nude (Fuji TV, 2013)
- Ore no ie no hanashi (2021)

## Doppiaggio
- Genji: Days of the Blade (Shizuka Gozen) (PS3)
- Arthur and the Minimoys: (Principessa Selenia)